# Rijksbeschermd gezicht Oirschot
Gezicht Oirschot is een van rijkswege beschermd dorpsgezicht in Oirschot in de Nederlandse provincie Noord-Brabant. De procedure voor aanwijzing werd gestart op 30 september 1965. Het gebied werd op 3 oktober 1967 definitief aangewezen. Het beschermd gezicht beslaat een oppervlakte van 13,9 hectare.
Panden die binnen een beschermd gezicht vallen krijgen niet automatisch de status van beschermd monument. Wel zal de gemeente het bestemmingsplan aanpassen om nieuwe ontwikkelingen in het gebied te reguleren. De gezichtsbescherming richt zich op de stedenbouwkundige en cultuurhistorische waardering van een gebied en wil het toekomstig functioneren daarvan veiligstellen.